# Danh sách phim VTV phát sóng năm 2022
Đây là danh sách phim do Đài Truyền hình Việt Nam phát sóng trong năm 2022.
←2021 - 2022 - 2023→

## VTV1 - Phim truyện giờ vàng
Những bộ phim này phát sóng từ 21:00 đến 21:30 các ngày từ thứ Hai đến thứ Sáu trên kênh VTV1.
| Thời gian                                 | Tên                        | Số tập         | NSX                                          | Đoàn làm phim | Bài hát chủ đề | Thể loại                      | Ghi chú |
| ----------------------------------------- | -------------------------- | -------------- | -------------------------------------------- | --- | --- | ----------------------------- | --- |
| 21 tháng 2 - 7 tháng 6                    | Cảnh sát hình sự: Bão ngầm | 72 Bản gốc: 84 | Hãng phim Phương Sáng & Công ty Hoàng Trà My | Đinh Thái Thụy (đạo diễn); Trung tá Đào Trung Hiếu (biên kịch); Hà Việt Dũng, Cao Thái Hà, Nguyễn Hải, Trần Nhượng, Nguyễn Trọng Hải, Tạ Minh Thảo, Lê Thanh Hải, Thanh Bi, Hà Hương, Trương Hoàng, Xuân Hiệp, Kim Phượng, Lý Anh Tuấn, Hoàng Nhân, Đặng Tam Thuận, Lê Quang Hòa, Công Dũng, Đinh Y Nhung, Lê Bê La, Nguyễn Thị Loan, Mạnh Hùng, Kim Quý, Hoàng Hải Thu, Bình Xuyên, Ly Na Trang, Sỹ Toàn... | Độc hành Thể hiện: Tùng Dương Đi qua thương nhớ Thể hiện: Hà Nhi Ngông cuồng Thể hiện: Đạt G ft. Bùi Dương Thái Hà | Tâm lý, Tội phạm, hình sự     | Dựa trên tiểu thuyết cùng tên của TS. Đào Trung Hiếu. Hoãn 5 tập vào ngày 6 tháng 4, 29 tháng 4, 12-13 tháng 5 và 23 tháng 5 do sự kiện đặc biệt. Sản xuất năm 2019 - 2020. |
| 8 tháng 6 - 15 tháng 7                    | Lối nhỏ vào đời            | 26             | VFC                                          | Nguyễn Đức Hiếu, Lê Đỗ Ngọc Linh (đạo diễn); Nguyễn Mạnh Cường, Ánh Phương (biên kịch); Phan Anh, Nguyễn Kim Oanh, Nguyễn Hoàng Ngọc Huyền, Tạ Hoàng Long, Hiệp Đỗ, Bùi Bài Bình, Ngọc Thư, Quỳnh Lương, Lý Chí Huy, Linh Hương, Huyền Sâm, Hằng Nga, Quang Khải, Nguyễn Vũ, Tùng Nam, Đỗ Triệu, Lan Hương, Thu Hương, Trương Hoàng, Xuân Thắng... | | Gia đình, Tuổi trẻ, học đường | Hoãn 2 tập vào ngày 21 tháng 6 và 30 tháng 6 do sự kiện đặc biệt. Tên cũ: Tuổi 18.                                                                                          |
| 18 tháng 7 - 1 tháng 11                   | Đấu trí                    | 74             | VFC và Bộ Công an                            | Nguyễn Danh Dũng, Bùi Quốc Việt, Nguyễn Đức Hiếu (đạo diễn); Từ Hải Vân, Thành Long, Trương Thùy Linh, Tạ Hồng Minh (biên kịch); Trung Anh, Trần Nhượng, Trịnh Mai Nguyên, Tạ Minh Thảo, Lương Thu Trang, Thanh Sơn, Phan Thắng, Tô Dũng, Lưu Duy Khánh, Anh Đào, Xuân Phúc, Doãn Quốc Đam, Tú Oanh, Phạm Anh Tuấn, Lê Tuấn Anh, Xuân Hồng, Quách Thu Phương, Nguyễn Hải, Việt Thắng, Hồ Phong, Nguyễn Thanh Bình, Thanh Tùng, Xuân Trường, Đào Hoàng Yến, Việt Bắc, Đức Hùng, Đức Khuê, Trịnh Xuân Hảo, Ngọc Hải, Hồng Quang, Anh Thơ, Đỗ Kỷ, Đặng Tất Bình, Sơn Tùng, Nguyệt Hằng, Minh Cúc, Vĩnh Xương, Jimmii Khánh, Danh Thái, Trần Thị Diễm Hương, Chu Quỳnh Chi, Xuân Thông, Xuân Thắng, Thu Huyền, Hồng Hạnh, Lâm Tùng, Uy Linh, Anh Dũng, Nguyễn Thùy Dương, Chí Huy, Chí Dương, Trương Hoàng, Tạ Vũ Thu, Nhật Quang, Linh Hương, Hoàng Anh Vũ, Liên Tít, Mạnh Cường, Thuý An, Huyền Trang, Mạnh Đạt, Vương Anh... Cameo: Tự Long | | Hình sự, chính luận           | Hoãn 3 tập vào ngày 27 tháng 7, 14 tháng 10 và 17 tháng 10 do sự kiện đặc biệt.                                                                                             |
| 3 tháng 11 năm 2022 - 11 tháng 1 năm 2023 | Mẹ rơm                     | 43             | VFC                                          | Nguyễn Phương Điền (đạo diễn); Kim Li Bắc, Toto Chan (biên kịch); Thái Hòa, Nhã Vy, Cao Minh Đạt, Minh Luân, Ngọc Lan, Cao Thái Hà, Ly Na Trang, Huỳnh Hồng Loan, Ngân Quỳnh, Thanh Hiền, Tấn Thi, Lily Chen, Tiêu Anh Tuấn, Hiếu Hiền, Thành Khôn, Quang Thuận, Lê Quốc Tân, Phương Nguyễn, Huỳnh An, Châu Thế Tâm, Vũ Ngọc Ánh, Tuyền Mập, Đàm Quang Vinh, Phương Ngọc, Trương Lộc... | Đời mẹ rơm vẫn như thế Thể hiện: Trang Pháp                                                                        | Gia đình, nông thôn           | Hoãn 8 tập vào ngày 18 tháng 11, 22 - 23 tháng 11 và 9 tháng 12, 14 tháng 12, 20 tháng 12, 30 - 31 tháng 12 do sự kiện đặc biệt. Tên cũ: Trái tim tỏa nắng.                 |

## VTV3 - Phim truyện giờ vàng

### Line-up 1
Những bộ phim này phát sóng từ 20:00 đến 20:25 các ngày từ thứ Hai đến thứ Sáu trên kênh VTV3.
- Lưu ý: Từ ngày 17 tháng 11 đến 16 tháng 12, khoảng thời gian sẽ được lấp đầy bởi chương trình Nóng cùng World Cup trong khuôn khổ FIFA World Cup 2022.

| Thời gian                                                                       | Tên | Số tập | NSX | Đoàn làm phim | Bài hát chủ đề | Thể loại | Ghi chú |
| ------------------------------------------------------------------------------- | --- | --- | --- | --- | --- | --- | --- |
| 4 tháng 7 - 31 tháng 8                                                          | Phát lại phim Mẹ ơi, bố đâu rồi?, bộ phim 42 tập lên sóng lần đầu tiên trong cùng khung giờ vào năm 2018 - 2019. | Phát lại phim Mẹ ơi, bố đâu rồi?, bộ phim 42 tập lên sóng lần đầu tiên trong cùng khung giờ vào năm 2018 - 2019. | Phát lại phim Mẹ ơi, bố đâu rồi?, bộ phim 42 tập lên sóng lần đầu tiên trong cùng khung giờ vào năm 2018 - 2019. | Phát lại phim Mẹ ơi, bố đâu rồi?, bộ phim 42 tập lên sóng lần đầu tiên trong cùng khung giờ vào năm 2018 - 2019. | Phát lại phim Mẹ ơi, bố đâu rồi?, bộ phim 42 tập lên sóng lần đầu tiên trong cùng khung giờ vào năm 2018 - 2019.                                        | Phát lại phim Mẹ ơi, bố đâu rồi?, bộ phim 42 tập lên sóng lần đầu tiên trong cùng khung giờ vào năm 2018 - 2019. | Phát lại phim Mẹ ơi, bố đâu rồi?, bộ phim 42 tập lên sóng lần đầu tiên trong cùng khung giờ vào năm 2018 - 2019.      |
| 1 - 21 tháng 9                                                                  | Phát lại Tần số 20, chương trình ca nhạc trên VTV6.                                                              | Phát lại Tần số 20, chương trình ca nhạc trên VTV6.                                                              | Phát lại Tần số 20, chương trình ca nhạc trên VTV6.                                                              | Phát lại Tần số 20, chương trình ca nhạc trên VTV6. | Phát lại Tần số 20, chương trình ca nhạc trên VTV6. | Phát lại Tần số 20, chương trình ca nhạc trên VTV6.                                                              | Phát lại Tần số 20, chương trình ca nhạc trên VTV6.                                                                   |
| 22 tháng 9 - 16 tháng 11 Lần đầu: 9 tháng 7 - 28 tháng 8 (VTV3, dừng phát sóng) | Sao phải xoắn | 40 | VFC | Phạm Gia Phương, Trần Trọng Khôi (đạo diễn); Tiết Kim Oanh, Ngọc Khánh An, Mai Búp, Lại Phương Thảo (biên kịch); Công Dương, Kiều My, Đức Châu, Minh Trà, Minh Vượng, Hồ Liên, Bảo Hân, Rica, Hán Huy Bách, Mạnh Dũng, Hàn Trang, Thu Huyền, Ngọc Dung, Thảo Uyên, Hoàng Long, Tiến Việt... | Vì đời cho ta đâu hơn một lần thanh xuân Sáng tác: Dương Trường Giang Thể hiện: Châu Anh, T.R.G Đạt dark on the mic Sáng tác: Rica Thể hiện: Công Dương | Hài hước, âm nhạc                                                                                                | Lần đầu phát sóng 16 tập từ 18:30 - 18:55 các ngày thứ Bảy và Chủ Nhật.                                               |
| 19 tháng 12 năm 2022 - 6 tháng 3 năm 2023                                       | Gia đình đại chiến - Mùa 1                                                                                       | 50 | VFC và STV Multimedia                                                                                            | Nguyễn Anh Tuấn (đạo diễn); STV Team (biên kịch); Thái Sơn, Thu Huyền, Lâm Đức Anh, Hàn Trang, Hoàng Khánh Ly, Bùi Hồng Anh, Thiên Bảo, Minh Phương, Trong Lệ... | Nhà trong phố Sáng tác, thể hiện: Hải Nam I love my family Sáng tác, thể hiện: Hải Nam                                                                  | Hài hước, gia đình                                                                                               | Hoãn 6 tập vào các ngày 20 và 23 - 27 tháng 1 năm 2023 để phát sóng các chương trình dịp Tết Nguyên Đán Quý Mão 2023. |

### Line-up 2

#### Phim thứ Hai - thứ Tư
Những bộ phim này phát sóng từ 21:40 đến 22:30 các ngày từ thứ Hai đến thứ Tư trên kênh VTV3.
| Thời gian                                  | Tên                          | Số tập | NSX              | Đoàn làm phim | Bài hát chủ đề                                                                                | Thể loại                                        | Ghi chú |
| ------------------------------------------ | ---------------------------- | ------ | ---------------- | --- | --------------------------------------------------------------------------------------------- | ----------------------------------------------- | --- |
| 7 tháng 2 - 30 tháng 3                     | Lối về miền hoa              | 24     | VFC và ADT Media | Vũ Minh Trí (đạo diễn); Hà Hà, Minh Ngọc, Trịnh Khánh Hà (biên kịch); Trọng Lân, Anh Đào, Nguyễn Thanh Bình, Đàm Hằng, Lâm Đức Anh, Mạnh Quân, Tô Dũng, Hán Huy Bách, Hàn Trang, Quỳnh Châu, Tuấn Cường, Hồ Phong, Hoàng Tùng, Hồng Liên, Tiến Huy, Nguyễn Thuận, Trúc Quỳnh, Trịnh Huyền, Hà Lê, Lê Hà... | Lối về miền hoa Thể hiện: Minh Vương Câu chuyện tình yêu Thể hiện: Lâm Bảo Ngọc               | Nông thôn, tuổi trẻ, lãng mạn                   | Tên cũ: Tháng năm rực rỡ sắc màu. |
| 4 tháng 4 - 3 tháng 8                      | Thương ngày nắng về (phần 2) | 54     | VFC và ADT Media | Bùi Tiến Huy (đạo diễn); Thu Thủy, Thùy Dương, Nguyễn Nhiệm, Lương Ly, Đỗ Lê (biên kịch); Thanh Quý, Minh Hòa, Bá Anh, Lan Phương, Phan Minh Huyền, Nguyễn Ngọc Huyền, Hồng Đăng, Đình Tú, Doãn Quốc Đam, Lan Hương 'Bông', Trung Anh, Quang Trọng, Tiến Đạt, Hồ Phong, Đỗ Duy Nam, Lưu Huyền Trang, Lâm Bảo Châu, Trương Thu Hà, Minh Khuê, Trần Hoàng, Trang Moon, Hương Linh, Phí Thuỳ Linh, Lương Thu Hà, Ngọc Dung, Thế Nguyên, Kim Oanh, Việt Bắc, Hồng Nhung, Quỳnh Chi, Diệp Anh, Minh Phương, Thanh Hiền, Quang Trọng, Phương Lâm, Dương Thái... | Ước mơ của mẹ Sáng tác: Hứa Kim Tuyền Thể hiện: Văn Mai Hương                                 | Gia đình, tình cảm                              | Tên cũ: Con yêu của mẹ. |
| 8 tháng 8 - 5 tháng 10                     | Gara hạnh phúc               | 27     | VFC và ADT Media | Bùi Quốc Việt (đạo diễn); Trịnh Khánh Hà, Lê Huyền (biên kịch); Bảo Anh, Bình An, Nguyễn Quỳnh, Diễm Hương, Duy Hưng, Nguyễn Hoàng Ngọc Huyền, Viết Liên, Phạm Anh Tuấn, Trương Hoàng, Hoàng Long, Tạ Minh Thảo, Thanh Bình, Hoàng Huy, Lý Hùng, Xuân Luyện, Mạnh Hoàng, Đặng Công Đại, Anh Dũng, Xuân Thắng, Mạnh Đạt, Linh Huệ, Quỳnh Lương, Ngọc Hải, Trương Quỳnh Anh, Dung Kim... Cameo: Doãn Quốc Đam, Nhóm Da LAB... | Bất chấp Sáng tác: Dư Quốc Vương Thể hiện: Whee! Chúng ta sau này Sáng tác và thể hiện: T.R.I | Lãng mạn, hài hước, tình cảm, tuổi trẻ, hình sự | Tên cũ: Năm tháng bên nhau. |
| 10 tháng 10 năm 2022 - 18 tháng 1 năm 2023 | Hành trình công lý           | 45     | VFC và ADT Media | Nguyễn Mai Hiền (đạo diễn); Lê Thu Thủy, Đàm Vân Anh, Nguyễn Trung Dũng, Vũ Liêm (biên kịch); Việt Anh, Hồng Diễm, Thu Quỳnh, Hà Việt Dũng, Quốc Huy, Minh Hòa, Như Quỳnh, Doãn Quốc Đam, Thanh Hương, Đức Hùng, Phú Thăng, Bình Xuyên, Lương Ngọc Dung, Nguyễn Kim Oanh, Trọng Trinh, Tiến Lộc, Trung Anh, Mạnh Đạt, Ngô Minh Hoàng, Thu Huyền, Lê Tuấn Anh, Nguyễn Huyền Trang, Trương Hoàng, Vũ Thái, Tân Anh, Hoàng Công, Quốc Trị, Việt Thắng, Viết Liên, Thuỳ Liên, Hoàng Tùng, Dương Khánh, Phương My, Mạnh Hà, Thu Hương, Cù Thị Trà, Hoàng Huy, Trịnh Huyền, Phạm Thanh Hoà, Xuân Hiền, Công Tuấn, Hoàng Hải, Kim Dung, Trúc Quỳnh, Phạm Đình Hưng, Trần Vân, Huỳnh Hồng Loan, Lê Hà, Minh Anh, An An, Hồng Nhung, Đậu Hồng Phúc, Trương Tuyết, Trung Tuấn, Ngô Lệ Quyên... |                                                                                               | Hình sự, hôn nhân, pháp luật, tội phạm          | Được thực hiện với sự hợp tác và tư vấn chuyên môn của Viện kiểm sát nhân dân tối cao. Dựa trên phim truyền hình Mỹ "The Good Wife". Tên cũ: Người vợ tốt. |

#### Phim thứ Năm - thứ Sáu
Những bộ phim này phát sóng từ 21:40 đến 22:30 thứ Năm và thứ Sáu trên kênh VTV3.
| Thời gian                                | Tên                           | Số tập | NSX              | Đoàn làm phim | Bài hát chủ đề | Thể loại                                         | Ghi chú |
| ---------------------------------------- | ----------------------------- | ------ | ---------------- | --- | --- | ------------------------------------------------ | --- |
| 13 tháng 1 - 22 tháng 4                  | Anh có phải đàn ông không     | 28     | VFC và ADT Media | Trịnh Lê Phong (đạo diễn); Ngô Trang, Tiết Kim Oanh, Ngọc Khánh An, Mai Búp, Lại Phương Thảo, Đàm Vân Anh (biên kịch); Hà Việt Dũng, Nhan Phúc Vinh, Nguyễn Quỳnh, Tuấn Tú, Thanh Hương, Đan Lê, Kiều Minh Hiếu, Thúy An, Việt Hoa, Bùi Bài Bình, Mạnh Cường, Jenna Anh Phương, Vũ Phong, Phương Hạnh, Hoàng Huy, Đình Chiến, Phạm Đình Hưng, Trần Hoàng, Tiến Ngọc, Tô Dũng, Vĩnh Xương, Trúc Quỳnh, Huyền Trang Mù Tạt, Nam Việt, Đỗ Huệ, Minh Phương... | Hôm nay anh rất mệt Thể hiện: Nhan Phúc Vinh, Tuấn Tú, Hà Việt Dũng | Gia đình, hài hước, lãng mạn, tình cảm           | Hoãn 2 tập vào ngày 3 và 4 tháng 2 để phát sóng các chương trình dịp Tết Nguyên Đán Nhâm Dần 2022.                   |
| 28 tháng 4 - 15 tháng 9                  | Chồng cũ, vợ cũ, người yêu cũ | 40     | VFC              | Vũ Trường Khoa, Hoàng Tích Thiện (đạo diễn); Trịnh Khánh Hà, Trịnh Đan Phượng, Trịnh Cẩm Hằng, Thu Trang (biên kịch); Việt Anh, Lã Thanh Huyền, Quỳnh Nga, Chí Nhân, Thùy Dương, Thúy Hằng, Thái Dũng, Công Lý, Vân Dung, Quang Thắng, Ngô Minh Hoàng, Trần Việt Hoàng, Nguyễn Quỳnh Trang, Trương Hoàng, Hàn Trang, Tố Uyên, Thành Trung, Đức Trung... | Sẽ chưa là quá muộn Sáng tác: Lê Anh Dũng Thể hiện: Bằng Kiều - Phương Thảo ft. Saxophone Lê Duy Mạnh | Lãng mạn, gia đình, hôn nhân                     | Hoãn 1 tập vào ngày 12 tháng 8 do trùng với đêm chung kết Hoa hậu Thế giới Việt Nam. Tên cũ: Về chung một nhà.       |
| 16 tháng 9 - 25 tháng 11                 | Thông gia ngõ hẹp             | 21     | VFC              | Trịnh Lê Phong (đạo diễn); Hà Anh Thu, Nguyễn Mạnh Cường (biên kịch); Trọng Lân, Việt Hoa, Chí Trung, Trọng Trinh, Ngọc Thư, Linh Huệ, Tuyết Liên, Lưu Huyền Trang, Phạm Tuấn Phong, Tiến Ngọc, Lâm Đức Anh, Hoà Rosy, Tuấn Thành... Cameo: Thu Hà | | Hôn nhân, gia đình, hài kịch                     | Tên cũ: Vì chúng mình là một gia đình.                                                                               |
| 1 tháng 12 năm 2022 - 3 tháng 3 năm 2023 | Đừng làm mẹ cáu               | 25     | VFC              | Vũ Minh Trí (đạo diễn); Thu Thủy, Diệu Thúy (biên kịch); Nhan Phúc Vinh, Nguyệt Hằng, Nguyễn Quỳnh, Quỳnh Lương, Bình An, Mạnh Quân, Nguyễn Thanh Bình, Hương Giang, Phạm Tuấn Phong, Trương Hoàng, Thanh Tú, Nguyễn Ngọc An Nhiên, Hoàng Khải, Dương Anh Đức, Lê Tuấn Thành, Quang Trọng, Thân Thương, Hoàng Long, Thu An, Hán Huy Bách, Thanh Hương, Ngô Mai Phương, Dương Lan Anh, Phạm Hồng, Thảo Nhi, Phạm Minh Nguyệt, Cù Thị Trà...                 | Đừng làm mẹ cáu Sáng tác: Trần Quang Duy Thể hiện: Ngọc Anh Thư Con là tình yêu Sáng tác: Trần Quang Duy Thể hiện: Ngọc Anh Thư Happy in love Sáng tác: Trần Quang Duy Thể hiện: Minh Vương M4U ft. Ngọc Anh Thư | Gia đình, hài hước, tình cảm, lãng mạn, hôn nhân | Hoãn 3 tập vào các ngày 20, 26 và 27 tháng 1 năm 2023 để phát sóng các chương trình dịp Tết Nguyên Đán Quý Mão 2023. |

## Phim không định kỳ
Những bộ phim này phát sóng từ 08:05 đến 08:50 các ngày từ thứ Hai đến thứ Sáu trên kênh VTV1.
| Thời gian      | Tên                  | Số tập | NSX       | Đoàn làm phim | Bài hát chủ đề | Thể loại                      | Ghi chú |
| -------------- | -------------------- | ------ | --------- | --- | -------------- | ----------------------------- | --- |
| 6 - 19 tháng 7 | Bình minh phía trước | 10     | IDE Media | Bùi Tuấn Dũng (đạo diễn & kịch bản); Nguyễn Thanh Tuấn, Hoàng Hải, Trần Việt Hoàng, Thục Anh, Vũ Đình Thân, Đỗ Minh Hiếu, Anh Thắng, Phương Lan, Nguyễn Huyền Trang, Olivier Waryn, Nguyễn Tiến Đại, Nguyễn Khánh Linh, Lê Tuấn, Lê Khả Sinh... |                | Tiểu sử, lịch sử, chiến tranh | Phát sóng nhân kỷ niệm 110 năm Ngày sinh của Tổng Bí Thư Nguyễn Văn Cừ. Trước đó là phát lại phim Sống chung với mẹ chồng. Nối tiếp là phát lại phim Sinh tử. |